# Ronda Pilipinas
La Ronda Pilipinas est une course cycliste par étapes disputée au mois de février ou mars aux Philippines. Créée en 2011, l'épreuve est organisée par la compagnie LBC Express, le principal fournisseur de services de messagerie du pays, avec le soutien de 3Q Sports et de la Fédération cycliste des Philippines. Avec le Tour des Philippines, c'est la course la plus prestigieuse du pays.
En 2019, elle est inscrite au calendrier de l'UCI Asia Tour en catégorie 1.2.

## Palmarès
| Année       | Vainqueur         | Deuxième         | Troisième        |
| ----------- | ----------------- | ---------------- | ---------------- |
| 2011        | Santi Barnachea   | Joel Calderon    | George Oconer    |
| 2012        | Mark Galedo       | Irish Valenzuela | Lloyd Reynante   |
| 2013        | Irish Valenzuela  | Ronald Gorantes  | Ronald Oranza    |
| 2014        | Riemon Lapaza     | Peter Pouly      | Mark Galedo      |
| 2015        | Santi Barnachea   | George Oconer    | Jan Paul Morales |
| 2016 (I)    | Jan Paul Morales  | Ronald Oranza    | Lloyd Reynante   |
| 2016 (II)   | Ronald Oranza     | Rudy Roque       | Rustom Lim       |
| 2016 (III), | Jan Paul Morales  | Rustom Lim       | George Oconer    |
| 2017        | Jan Paul Morales  | Rudy Roque       | Cris Joven       |
| 2018        | Ronald Oranza     | Jan Paul Morales | Junrey Navarra   |
| 2019        | Francisco Mancebo | Ronald Oranza    | Dominic Perez    |
| 2020        | George Oconer     | Ronald Oranza    | Ronald Lomotos   |
| 2021        | pas de course     | pas de course    | pas de course    |
| 2022        | Ronald Lomotos    | Ronald Oranza    | El Joshua Cariño |